# Arktisk hysteri
Om du söker musikgruppen Piblokto, se uppslagsordet Pete Brown.
Arktisk hysteri är en kulturspecifik psykisk störning som beskrivits bland inuiter.
Den kallas också piblokto, efter ett inuitiskt namn på företeelsen, pibloktoq.
Piblokto kan yttra sig i kortvariga anfall som tar sig uttryck i hysteri (skrikande och okontrollerat vilt beteende), depression, koprofagi, ekolali eller okänslighet för kyla.

## Teorier
Det finns flera teorier om orsakerna.
En teori är att den arktiska hysterin beror på hypokalemi, en annan att det beror på hypervitaminos A, d.v.s. överdos av vitamin A.
Kosten hos infödda i arktiska trakter är nämligen rik på vitamin A, som lagras i kroppen eftersom den inte är vattenlöslig.
En nyare teori är att det rör sig om rena missförstånd. Den kanadensiske historikern Lyle Dick (1988) menade att begreppet inte ens finns på inuitiska, utan är frågan om en felöversättning. Det utforskare uppfattat som ”hysteri” kan ha varit frågan om olika former av stressreaktion. Dick menar i sin bok ”Muskox land (2001) att den arktiska hysterin mer är en samlingsbeteckning för olika stressfenomen som europeiska utforskare sett hos inuiter.